# Треска (врх)
Треска је једно од истакнутих узвишења Равног Копаоника. Надморска висина највишег врха Треске, Шиљка, је 1622 .
На северној страни и на самом врху расле су популације копаоничке чуваркуће, подврсте зечјег купуса (Jovibarba heuffelii) које су због учесталог сакупљања опстале само на неприступачним камењарима са северне стране.